# Управління аеропортів Ізраїлю
Управління аеропортів Ізраїлю (івр. רשות שדות התעופה בישראל, араб. سلطة المطارات في إسرائيل) — ізраїльське державне управління, створене в 1977 році згідно із законом про аеропорти Ізраїлю. Управління аеропортів Ізраїлю відповідає за управління основними ізраїльськими цивільними аеропортами і за управління наземних прикордонних терміналів (КПП) на кордонах між Ізраїлем і його сусідами (Єгиптом, Йорданією і Палестинською автономією).

## Список об'єктів відповідальності

### Аеропорти
- Міжнародний Аеропорт імені Давида Бен-Гуріона
- Аеропорт «Тімна» ім. Ілана і Асафа Рамона
- Аеропорт Хайфа
- Аеропорт Герцлія
- Аеропорт Рош-Пінна
- Міжнародний аеропорт Увда (припинив роботу)
- Аеропорт Ейлат (припинив роботу)
- Аеропорт Сде-Дов (припинив цивільні перевезення)

### Прикордонні термінали
Єгипет
- КПП Ніца
- КПП Таба
- КПП Рафах
- КПП Нетафім

Йорданія
- міст Алленбі
- КПП «Річка Йордан»
- КПП Арава

Палестинська національна адміністрація
- КПП Карні
- КПП Ерез
- КПП Керем Шалом

1. ↑  https://web.archive.org/web/20080410232726/http://www.iaa.gov.il/Rashat/en-US/Rashot/TelephoneNumbersandAddresses/IaaPhones.htm